# Kaiketsu Tamagon
Kaiketsu Tamagon (яп. かいけつタマゴン Кайкэцу Тамагон, Советник Тамагон) — японский аниме-сериал, выпущенный студией Tatsunoko Production. Транслировался по телеканалу Fuji TV с 5 октября 1972 года по 28 сентября 1973 года. Всего выпущено 195 серий аниме, каждая из которой длится по 5 минут. Сериал транслировался на территории Италии и Германии. Также серии сериала под названием «Tic Tac Toons» были показаны на западе в 1992 году наряду с другим сериалом Hippo and Thomas.

## Сюжет
Действие разворачивается вокруг монстрика по имени Тамагон, который очень любит яйца. Работает в качестве советника, взамен получая яйца. Однако следуя его советам всё как правило заканчивается неудачей, и в результате Тамагон каждый раз скрывается от разгневанных клиентов...

## Роли озвучивали
- Оохира Тоору — Тамагон
- Отакэ Хироси — Голос за кадром